# USS LST-31
O USS LST-31 foi um navio de guerra norte-americano da classe LST que operou durante a Segunda Guerra Mundial.